# ویلی مک لارن
ویلی مک لارن (انگلیسی: Willie McLaren؛ زادهٔ ۶ نوامبر ۱۹۸۴) بازیکن فوتبال اهل بریتانیا است.
از باشگاه‌هایی که در آن بازی کرده است می‌توان به باشگاه فوتبال کلاید، باشگاه فوتبال همیلتون آکادمیکال، باشگاه فوتبال کویین آف ساوت، باشگاه فوتبال بونس یونایتد، و باشگاه فوتبال سنت جانستون اشاره کرد.